# Хабаровск-Новый
Международный аэропорт Хабаровск (Новый) имени Г. И. Невельского (IATA: KHV, ICAO: UHHH) — именной аэропорт (имени Г. И. Невельского) города Хабаровска, центра Хабаровского края, является аэропортом федерального значения, аэропортом класса «А».

## Технические характеристики
ИВПП-1 класса Б длиной 3500 м, используемой шириной 45 м, постоянной по всей длине. Несущая способность ИВПП: PCN 56/R/C/X/T (смешанное). Введена в строй после реконструкции 16 марта 2021 года.
ИВПП-2 класса А длиной 4000 м, используемой шириной 60 м, постоянной по всей длине. Несущая способность ИВПП: PCN 68/R/А/X/T (смешанное).
Покрытие ИВПП-1: цементобетон, покрытие ИВПП-2: высокоплотный асфальтобетон
Пропускная способность двух взлетно-посадочных полос составляет 24 взлётов/посадок в час. Имеется 8 рулёжных дорожек. На перроне аэродромного комплекса расположено 55 мест стоянок для различных типов воздушных судов.
Пропускная способность аэровокзала:
- терминал внутренних авиалиний — 1200 пассажиров в час
- терминал международных авиалиний — 700 пассажиров в час

## Принимаемые типы воздушных средств
Аэродром способен принимать самолёты Airbus A340, Boeing 747, Ан-124, Ил-76, Ил-96, Ту-204 и другие типы ВС 3-4 класса, вертолёты всех типов.
В феврале 1977 года в Хабаровске совершил экспериментальную посадку сверхзвуковой пассажирский самолёт Ту-144.
На ИВПП-2 допускается эксплуатация всех типов ВС без ограничений.
Радионавигационное и светотехническое оборудование аэропорта сертифицировано по II категории ICAO.

## Объём пассажирских перевозок
Данные из запроса в Викиданные.
| год             | 1991  | 2008 | 2009 | 2010 | 2011 | 2012 | 2013  | 2014  | 2015  | 2016 | 2017  | 2018  | 2019  | 2023  | 2024  |
| млн. пассажиров | 3,854 | 1,1  | 1,05 | 1,34 | 1,6  | 1,88 | 2,089 | 2,038 | 1,821 | 1,87 | 2,051 | 2,142 | 2,195 | 2,264 | 2,443 |

## Авиакомпании и пункты назначения
Хабаровские авиалинии, созданные в 2004 году, и авиакомпания Аврора, созданная в ноябре 2013 года, являются базовыми перевозчиками аэропорта Хабаровска.
В конце 2019 года из аэропорта выполнялись рейсы по 17 международным направлениям. Основной пассажиропоток приходился на Сеул, Камрань, Пхукет и Токио. Из внутренних направлений наиболее популярными были Москва, Южно-Сахалинск, Новосибирск, Владивосток.

## Транспортное сообщение с Хабаровском
Автобусы № 18 (Индустриальный посёлок  — Аэропорт), 35 (Магазин № 39 — Автовокзал — ЖД Вокзал — Аэропорт) и 108 (Автовокзал — Аэропорт — Заозёрное), троллейбусы № 1 (Комсомольская площадь — Аэропорт), 2 (Аэропорт — Степная — Автовокзал — Железнодорожный вокзал — Аэропорт), маршрутное такси № 180 (Речной вокзал — Аэропорт — Матвеевка).

## Перспективы развития
Для дальнейшего развития международного аэропорта Хабаровска как одного из узловых аэропортов федерального значения в 2009 году владелец аэропорта «Альянс-Пром» провел тендер на разработку генерального плана, победителем в котором стала корпорация «Международный аэропорт Инчхон» (Incheon International Airport Corporation). Для реализации проекта создан консорциум «Инчхон» — компания «Дэу Инжиниринг» (Daewoo Engineering Company). Генеральный план будет включать в себя: прогноз развития аэропорта, план землепользования в зоне аэропорта, план строительства по каждому этапу реализации проекта, финансовую модель оценки инвестиционной привлекательности проекта и план финансирования с учетом требований потенциальных инвесторов.
5 июля 2011 года для воплощения разработанного плана и гарантии своих инвестиционных вливаний корпорация «Международный аэропорт Инчхон» (Incheon International Airport Corporation) приобрела 10 % акций Хабаровского аэропорта. По «корейскому» плану развития должно быть построено новое здание пассажирского терминала с увеличением пассажиропотока до 2,5 млн пассажиров в год, а к 2030 году — развитие инфраструктуры на территории аэропорта, строительство бизнес-центров, гостиничных и выставочных комплексов а также модернизация пассажирского терминала — до 4 млн пасс. в год.
К разработке проекта привлечены ОАО «Международный аэропорт «Шереметьево» и немецкая компания Lufthansa Consulting.
В 2015—2018 годах проходит реконструкция ИВПП-1 с частью перрона и рулевых дорожек, в ходе реконструкции объекта производится:
- реконструкция ИВПП-1, протяженностью 3,5 км, шириной 60 м, в том числе — рабочая часть ИВПП — 45 м с цементобетонным покрытием, укрепленные краевые обочины 2×7,5 м с асфальтобетонным покрытием- ЗАВЕРШЕНА
- реконструкция примыкающих рулежных дорожек РД-А, РД-В, РД-С, РД РД-G, РД-Н. Ширина РД — 44 м (23+10,5х2)- ЗАВЕРШЕНА
- реконструкция перрона и площадки ПОЖ-
- устройство светосигнального оборудования на ИВПП-1 и реконструируемых рулежках
- реконструкция водосточно-дренажной сети
- строительство двух спасательных станций: основной (ОАСС) и стартовой (САСС)
- строительство очистных сооружений и регулирующего резервуара с насосной станцией- ЗАВЕРШЕНА
- строительство объектов радиотехнического и метеорологического обеспечения полетов

При финансовой поддержке госкорпорации ВЭБ.РФ и принадлежащего ей Фонда развития Дальнего Востока с марта 2018 по сентябрь 2019 года велось строительство нового терминала аэропорта, который совмещает в себе внутренние и международные рейсы (на Дальнем Востоке России такой аэропорт был только во Владивостоке). 4 сентября 2019 года президент РФ Владимир Путин, на форуме во Владивостоке официально пустил аэровокзальный комплекс в эксплуатацию. 16 сентября 2019 года в новом терминале совершил экспериментальную посадку самолёт из Якутска. 14 октября 2019 года новый терминал был официально открыт. Новый аэровокзал оснащен 12 лифтами, 3 телетрапами и 7 эскалаторами.
В августе 2021 года начато строительство международного терминала.

## Международный терминал
В конце 2024 года при поддержке ВЭБ.РФ завершено строительства международного терминала аэропорта. Ввод терминала в эксплуатацию намечен на I квартал 2025 года, после чего аэровокзальный комплекс аэропорта Хабаровск будет являться крупнейшим на Дальнем Востоке. Его площадь превысит 48 тыс. кв. м, а пропускная способность - 1,8 тыс. пассажиров в час.